# ماكنتوش 2 إكس
ماكنتوش 2 إكس (بالإنجليزية: Macintosh IIx)‏ هو حاسوب شخصي تم صنعه من قبل شركة أبل في عام 1988 وهو تحديث لحاسوب ماكنتوش 2. حلت وحدة المعالجة المركزية موتورولا 68030 محل موتورولا 68020 ذات الـ 16 ميغاهيرتز وتم استبدال وحدة الفاصلة العائمة موتورولا 68881 بـ موتورولا 68882 (والتي تعمل بنفس معدل الساعة). تم أيضا استبدال محرك الأقراص المرنة ذو سعة 800 كيلوبايت بـمحرك ذو سعة 1.44 ميغابايت (سوبر درايف). كان السعر المبدئي للجهاز في الولايات المتحدة 7800 دولاراً للنسخة ذات القرص الصلب بمساحة 40 ميغابايت.